# Federico di Saarbrücken
Federico di Saarbrücken (... – 1135) è stato un nobile tedesco.

## Biografia
Suo padre Siegbert fu conte di Saargau, mentre sua madre potrebbe essere stata una figlia del signore di Eppenstein. Suo fratello Bruno fu vescovo di Spira e suo fratello Adalberto I fu arcivescovo-elettore di Magonza.
Nel 1105 Federico ereditò i domini di suo padre. Nel 1118 fu nominato per la prima volta conte di Saarbrücken. Fu vassallo del vescovo di Metz.

## Matrimonio e discendenza
Federico era sposato con Gisela di Lorena, che portò nel matrimonio dei possedimenti intorno all'abbazia di Hornbach. Ebbero tre figli:
- Agnese, sposata verso il 1132 con il duca Federico II di Svevia
- Simone I, il suo successore
- Adalberto II, fu arcivescovo-elettore di Magonza dal 1138 al 1141.